# Campeonato Profesional 1956
Il Campeonato Profesional 1956 fu la 9ª edizione della massima serie del campionato colombiano di calcio, e fu vinta dal Deportes Quindío.

## Avvenimenti
Le partecipanti passano da 10 a 13: tornano Deportivo Pereira, Atlético Bucaramanga e Unión Magdalena, mentre il Deportivo Cali lascia il campionato, escluso dalla DIMAYOR; viene creata una nuova squadra, il Libertad di Barranquilla, che fu ammessa al campionato per iniziativa di Roberto Sper. Per la prima volta il miglior marcatore del campionato è un giocatore colombiano, Jaime Gutiérrez.

## Partecipanti
- América de Cali
- Atlético Bucaramanga
- Atlético Nacional
- Boca Juniors de Cali
- Cúcuta Deportivo
- Deportes Quindío
- Deportes Tolima
- Deportivo Pereira
- Independiente Medellín
- Libertad Barranquilla
- Millonarios
- Santa Fe
- Unión Magdalena

## Classifica finale
|                     | Pos. | Squadra                | Pt | G  | V  | N | P  | GF | GS | DR  |
| ------------------- | ---- | ---------------------- | -- | -- | -- | - | -- | -- | -- | --- |
| Colombia (bandiera) | 1.   | Deportes Quindío       | 37 | 24 | 17 | 3 | 4  | 67 | 34 | +33 |
|                     | 2.   | Millonarios            | 34 | 24 | 16 | 2 | 6  | 48 | 35 | +13 |
|                     | 3.   | Boca Juniors de Cali   | 33 | 24 | 14 | 5 | 5  | 55 | 44 | +11 |
|                     | 4.   | Cúcuta Deportivo       | 32 | 24 | 13 | 6 | 5  | 64 | 38 | +26 |
|                     | 5.   | Independiente Medellín | 30 | 24 | 12 | 6 | 6  | 62 | 35 | +27 |
|                     | 6.   | Deportes Tolima        | 30 | 24 | 12 | 6 | 6  | 48 | 34 | +14 |
|                     | 7.   | América de Cali        | 24 | 24 | 11 | 2 | 11 | 44 | 46 | -2  |
|                     | 8.   | Libertad Barranquilla  | 21 | 24 | 9  | 3 | 12 | 44 | 59 | -15 |
|                     | 9.   | Atlético Nacional      | 20 | 24 | 8  | 4 | 12 | 53 | 57 | -4  |
|                     | 10.  | Atlético Bucaramanga   | 15 | 24 | 5  | 5 | 14 | 34 | 56 | -22 |
|                     | 11.  | Deportivo Pereira      | 15 | 24 | 6  | 3 | 15 | 38 | 56 | -18 |
|                     | 12.  | Santa Fe               | 13 | 24 | 6  | 1 | 17 | 35 | 56 | -21 |
|                     | 13.  | Unión Magdalena        | 8  | 24 | 3  | 2 | 19 | 34 | 76 | -42 |

Legenda:
         Campione di Colombia 1956
Note:
Due punti a vittoria, uno a pareggio, zero a sconfitta.

## Statistiche

### Primati stagionali
Record
- Maggior numero di vittorie: Deportes Quindío (17)
- Minor numero di sconfitte: Deportes Quindío (4)
- Miglior attacco: Deportes Quindío (67 reti fatte)
- Miglior difesa: Deportes Quindío, Deportes Tolima (34 reti subite)
- Miglior differenza reti: Deportes Quindío (+33)
- Maggior numero di pareggi: Cúcuta, Deportes Tolima, Independiente Medellín (6)
- Minor numero di vittorie: Unión Magdalena (3)
- Maggior numero di sconfitte: Unión Magdalena (19)
- Peggiore attacco: Atlético Bucaramanga, Unión Magdalena (34 reti fatte)
- Peggior difesa: Unión Magdalena (76 reti subite)
- Peggior differenza reti: Unión Magdalena (-42)
- Partita con più reti: Atlético Nacional-Libertad 7-5

### Classifica marcatori
| Gol |  |  | Giocatore               | Squadra                |
| --- |  |  | ----------------------- | ---------------------- |
| 21  |  |  | Jaime Gutiérrez         | Deportes Quindío       |
| 20  |  |  | José Grecco             | Independiente Medellín |
| 17  |  |  | Casimiro Ávalos         | Deportivo Pereira      |
| 17  |  |  | Felipe Marino           | Atlético Nacional      |
| 16  |  |  | Alfredo Castillo        | Millonarios            |
| 15  |  |  | Carlos Arango           | Cúcuta Deportivo       |
| 15  |  |  | Bibiano Zapirain        | Cúcuta Deportivo       |
| 14  |  |  | Francisco Solano Patiño | Deportes Quindío       |
| 14  |  |  | Alfredo Mosquera        | Deportes Tolima        |
| 13  |  |  | Alejandro Genes         | Deportes Quindío       |